# Kakianako Nariki
Kakianako Nariki (Marakei, 28 dicembre 1982) è un velocista gilbertese.

## Biografia
Ha partecipato alle Olimpiadi di Atene 2004 nei 100 metri piani, venendo eliminato in batteria (settimo tempo, 11"62).
Con la velocista Kaitinano Mwemweata ed il sollevatore Meamea Thomas ha costituito la prima spedizione olimpica nella storia del suo paese.

## Palmarès
| Anno | Manifestazione  | Sede  | Evento    | Risultato | Prestazione | Note |
| ---- | --------------- | ----- | --------- | --------- | ----------- | ---- |
| 2004 | Giochi olimpici | Atene | 100 metri | Batteria  | 11"62       |      |